# جون كولين (ضابط شرطة)
جون كولين (بالإنجليزية: John Cullen)‏ هو ضابط شرطة نيوزيلندي، ولد في 28 مارس 1850، وتوفي في 26 أكتوبر 1939.